# 田津駅
田津駅（たづえき）は、島根県江津市桜江町田津にあった、西日本旅客鉄道（JR西日本）三江線の駅（廃駅）である。三江線の廃止に伴い、2018年（平成30年）4月1日に廃駅となった。

## 歴史
- 1949年（昭和24年）11月15日：三江線の川戸駅 - 石見川越駅間に、旅客駅として新設開業[3]。
  - 当時の所在地表示は島根県邑智郡川越村田津であった。
- 1954年（昭和29年）4月1日：桜江村成立に伴い、所在地表示が島根県邑智郡桜江村田津になる。
- 1955年（昭和30年）3月31日：三江南線開業に伴い、従来の三江線が三江北線に改称され、当駅も同線の所属となる[5]。
- 1956年（昭和31年）1月1日：町制施行に伴い、所在地表示が島根県邑智郡桜江町田津になる。
- 1972年（昭和47年）7月12日：昭和47年7月豪雨により江の川が氾濫し、駅が水没する被害[1][2]。
- 1975年（昭和50年）8月31日：当駅を含む江津駅 - 三次駅間が全通したため三江北線が現行の三江線の一部となり、当駅も同線の所属となる[5]。
- 1987年（昭和62年）4月1日：国鉄分割民営化により、西日本旅客鉄道が承継[5]。
- 2004年（平成16年）10月1日：桜江町が江津市に編入され、所在地表示が島根県江津市桜江町田津になる。
- 2018年（平成30年）4月1日：三江線の全線廃止に伴い、廃駅となる[4]。

## 駅構造
浜原方面に向かって左側（構内の北側）に、単式ホーム1面1線を有する地上駅（停留所）であった。浜田鉄道部が管理する無人駅で、ホーム上には、待合室を兼ねた駅舎が設置されていた。この他トイレがあり、手前に男子用、奥に大便用の便器が置かれていた。トイレは汲み取り式。なお、駅は道路からやや上ったところにあった。自動券売機などの各種設備は設置されなかった。
2019年（平成31年）3月末時点で、当駅の旧駅舎（待合室）は老朽化のため取り壊されており、駅舎の跡地は更地となっている。

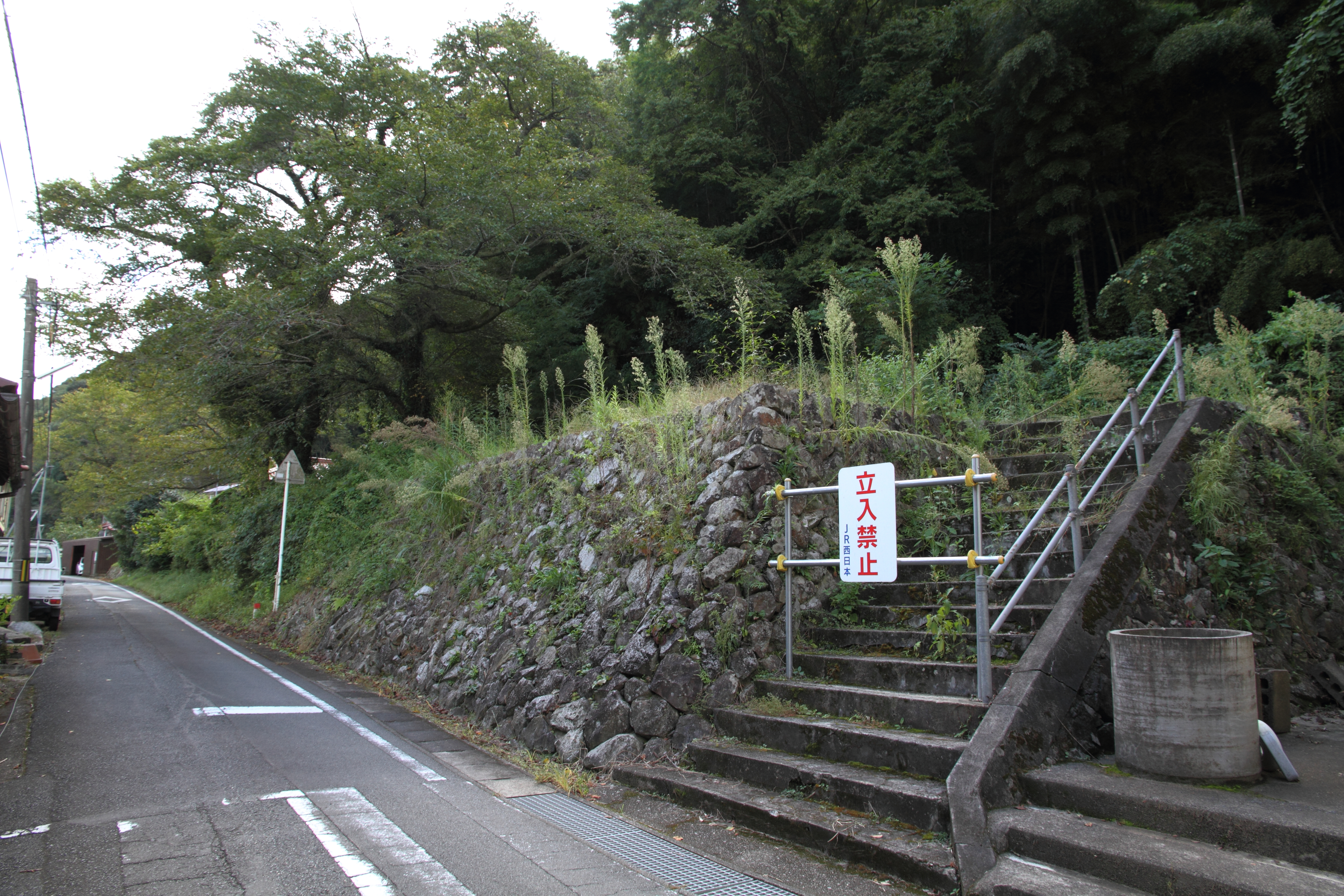
廃線後の駅入口。待合室は撤去されている（2019年9月）

## 利用状況
近年の1日平均乗車人員は以下の通りである。なお、1994年度は48人、1984年度は73人だった。
| 乗車人員推移 | 乗車人員推移 |
| 年度         | 1日平均人数  |
| ------------ | ------------ |
| 1999         | 34           |
| 2000         | 30           |
| 2001         | 22           |
| 2002         | 20           |
| 2003         | 20           |
| 2004         | 19           |
| 2005         | 15           |
| 2006         | 15           |
| 2007         | 10           |
| 2008         | 10           |
| 2009         | 8            |
| 2010         | 12           |
| 2011         | 10           |
| 2012         | 9            |
| 2013         | 8            |
| 2014         | 7            |
| 2015         | 7            |
| 2016         | 7            |
| 2017         | 8            |

## 駅周辺
駅隣に商店あり。

## バス路線
以下のバス路線がある（2022年4月1日現在）。
- 江津市生活バス 鹿賀線 田津停留所[6]

## その他
- 三江線活性化協議会により、石見神楽の演目名にちなんだ「羯鼓・切目」の愛称が付けられていた[1][2][7]。

## 隣の駅
西日本旅客鉄道（JR西日本）
 三江線
川戸駅 - 田津駅 - 石見川越駅

#### 統計資料
1. ↑  “島根県統計書”. しまね統計情報データベース.   島根県政策企画局. 2025年2月5日閲覧。